# Dorothea Redepenning
Dorothea Redepenning (* 1954 in Glückstadt) ist eine deutsche Musikwissenschaftlerin und ehemalige Hochschullehrerin an der Ruprecht-Karls-Universität Heidelberg.

## Leben
Redepenning studierte zunächst Musik mit dem Hauptfach Querflöte. 1978 legte sie ihr Examen ab und schloss an der Universität Hamburg ein Studium der Musikwissenschaft, Germanistik und Romanistik an. 1984 promovierte sie mit einer Arbeit über das Spätwerk von Franz Liszt zur Dr. phil. und war anschließend wissenschaftliche Mitarbeiterin eines DFG-Forschungsprojektes über die Schriften von Liszt in Detmold. Anschließend nahm sie einen Lehrauftrag über Slawische Musikkulturen an der Universität Hamburg wahr, bevor sie sich 1993 mit einer Arbeit über die Geschichte der russischen Musik habilitierte.
Nach Vertretungsprofessuren an den Universitäten Marburg und Erlangen nahm sie einen Ruf der Universität Heidelberg an. Dort hatte sie seit 1997 eine Professur am musikwissenschaftlichen Seminar inne. Von 2000 bis 2008 war sie Studiendekanin zunächst der philosophisch-historischen, dann nur der philosophischen Fakultät. Unter ihrer Leitung wurden die Studiengänge vom Magister- auf den Bachelor- und Masterabschluss umgestellt. 2020 wurde Redepennig emeritiert.

## Werke (Auswahl)
Redepennings Forschungsschwerpunkte liegen vor allem bei der Musik Osteuropas, insbesondere Russlands und der früheren Sowjetunion. Dabei wiederum einen Schwerpunkt bildet die Musik des 19. und 20. Jahrhunderts, insbesondere hinsichtlich Symphonie und Oper. Zudem forscht sie zur Rezeptionsgeschichte und interkulturellen Prozessen. In Bezug auf einzelne Komponisten liegen Schwerpunkte auf Franz Liszt, Pjotr Iljitsch Tschaikowski und Galina Iwanowna Ustwolskaja.
- Das Spätwerk Franz Liszts: Bearbeitungen eigener Kompositionen. Karl D. Wagner, Hamburg 1984, ISBN 978-3-88979-004-0 (Dissertation).
- Liszt, Faust-Symphonie. W. Fink, München 1988, ISBN 978-3-7705-2452-5.
- Geschichte der russischen und der sowjetischen Musik, Bd. 1: Das 19. Jahrhundert. Laaber-Verlag, Laaber 1994, ISBN 978-3-89007-206-7 (Habilitationsschrift).
- Geschichte der russischen und der sowjetischen Musik, Bd. 2: Das 20. Jahrhundert. Laaber Verlag, Laaber 2008, ISBN 978-3-89007-208-1.
- mit Silke Leopold und Joachim Steinheuer: Musikalische Meilensteine. 111 Werke, die man kennen sollte. Bärenreiter, Kassel 2008, ISBN 978-3-7618-1942-5.
- Peter Tschaikowsky. C.H. Beck, München 2016, ISBN 978-3-406-68810-2.